# Soultzeren
Soultzeren är en kommun i departementet Haut-Rhin i regionen Grand Est (tidigare regionen Alsace) i nordöstra Frankrike. Kommunen ligger i kantonen Munster som tillhör arrondissementet Colmar. År 2022 hade Soultzeren 1 152 invånare.

## Befolkningsutveckling
Antalet invånare i kommunen Soultzeren
| Referens: INSEE |